# Музеї Неаполя
Музеї Неаполя.

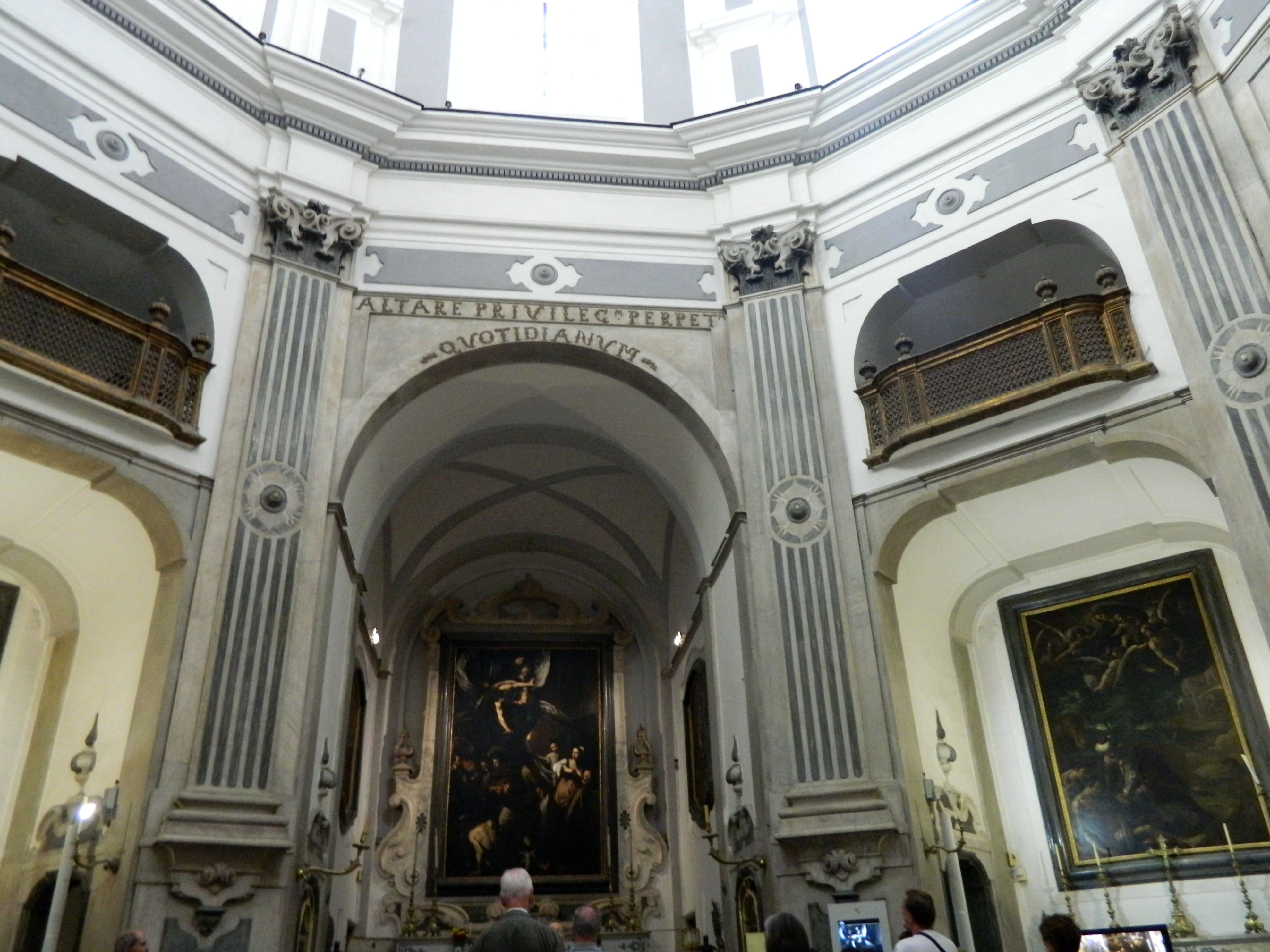
Піо Монте делла Мізерікордія

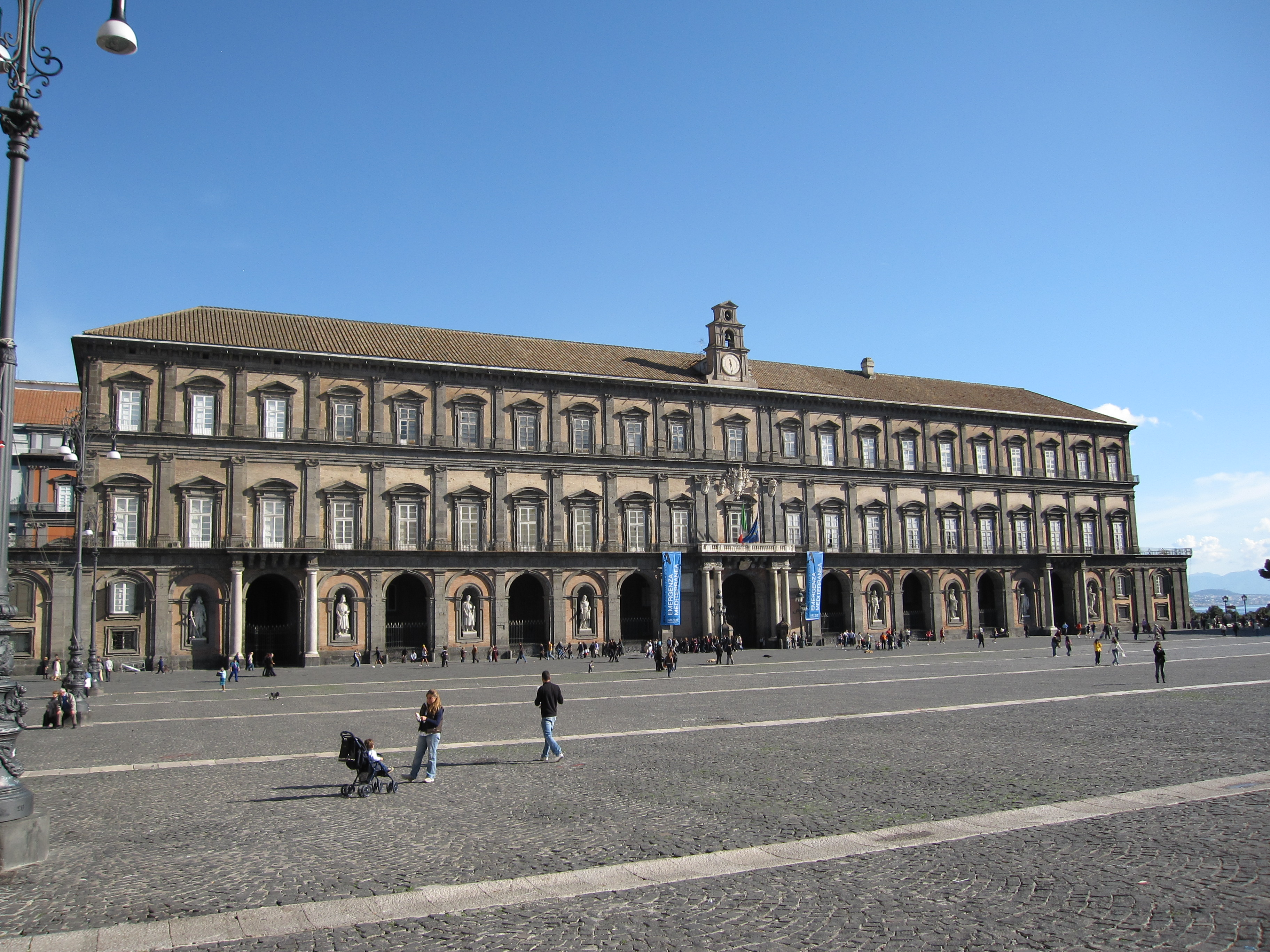
Королівський палац у Неаполі

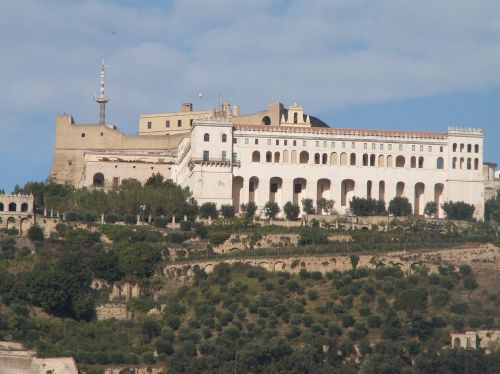
Національний музей Сан Мартіно

- Музей Каподімонте (Національний музей Каподімонте)
- Ботанічний сад (Неаполь)
- Музей коралових виробів
- Єпархіальний музей (Неаполь)
- Музей іграшок (Неаполь)
- Музей скарбів святого Януарія
- Національний музей Сан Мартіно
- Національний археологічний музей (Неаполь)
- Музей Цивіко ді Кастель Нуово (Міський музей у Новому замку)
- Галерея Неаполітанської художньої академії
- Національний музей кераміки герцога Мартіна
- Музей художньої промисловості Філіппо Паліцци
- Королівський палац у Неаполі(Казерта)
- Піо Монте делла Мізерікордія приватний музей благодійного товариства

- - Музеї Неаполітанського університету -
- Музей анатомії людини (Неаполь)
- Музей ветеринарної анатомії (Неаполь)
- Музей антропології (Неаполітанський університет Фернандо ІІ)
- Музей фізики (Неаполітанський університет Фернандо ІІ)
- Музей мінералогії (Неаполітанський університет Фернандо ІІ)
- Палеонтологічний музей (Неаполітанський університет Фернандо ІІ)
- Зоологічний музей (Неаполітанський університет Фернандо ІІ)
- Національний залізничний музей (Неаполь)
- Військово-морський музей (Університет Партенопи)
- Музей астрономічної обсерваторії Каподімонте
- Музей консерваторії Сан-П'єтро Маджелла
- Міський музей Гаетано Філанджері
- Музей Гвардерія Джироламіні (в однойменній церкві )

## Галерея

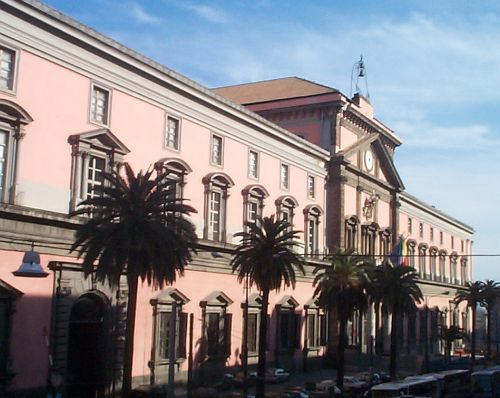
Національний археологічний музей (Неаполь)
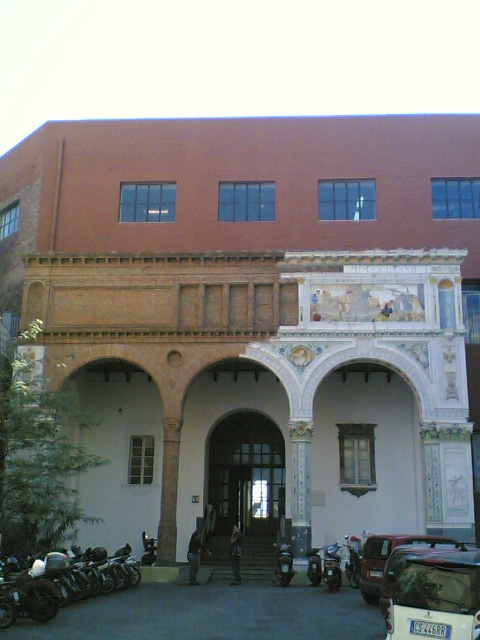
Музей художньої промисловості Філіппо Паліцци
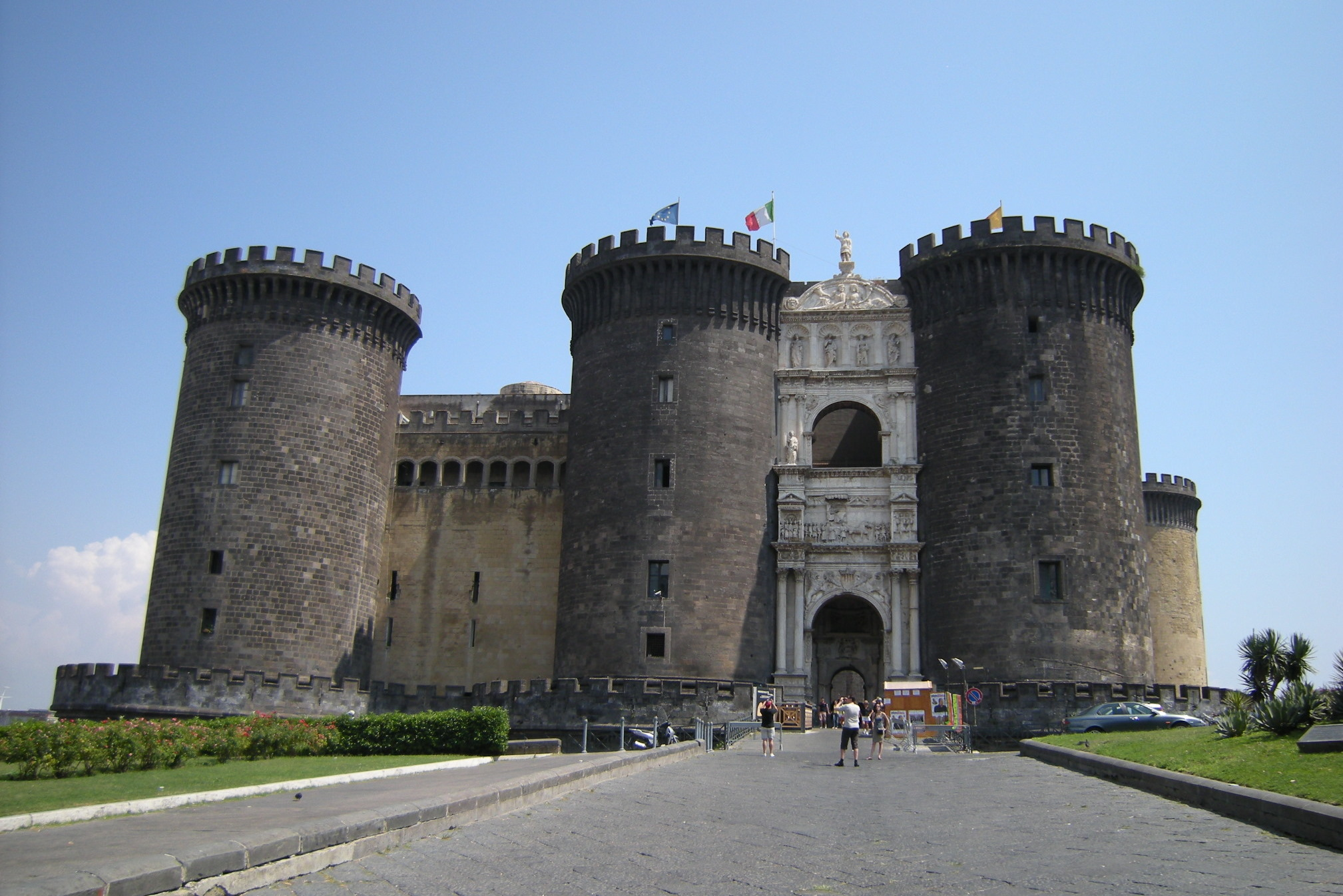
Музей Цивіко ді Кастель Нуово (Міський музей у Новому замку)
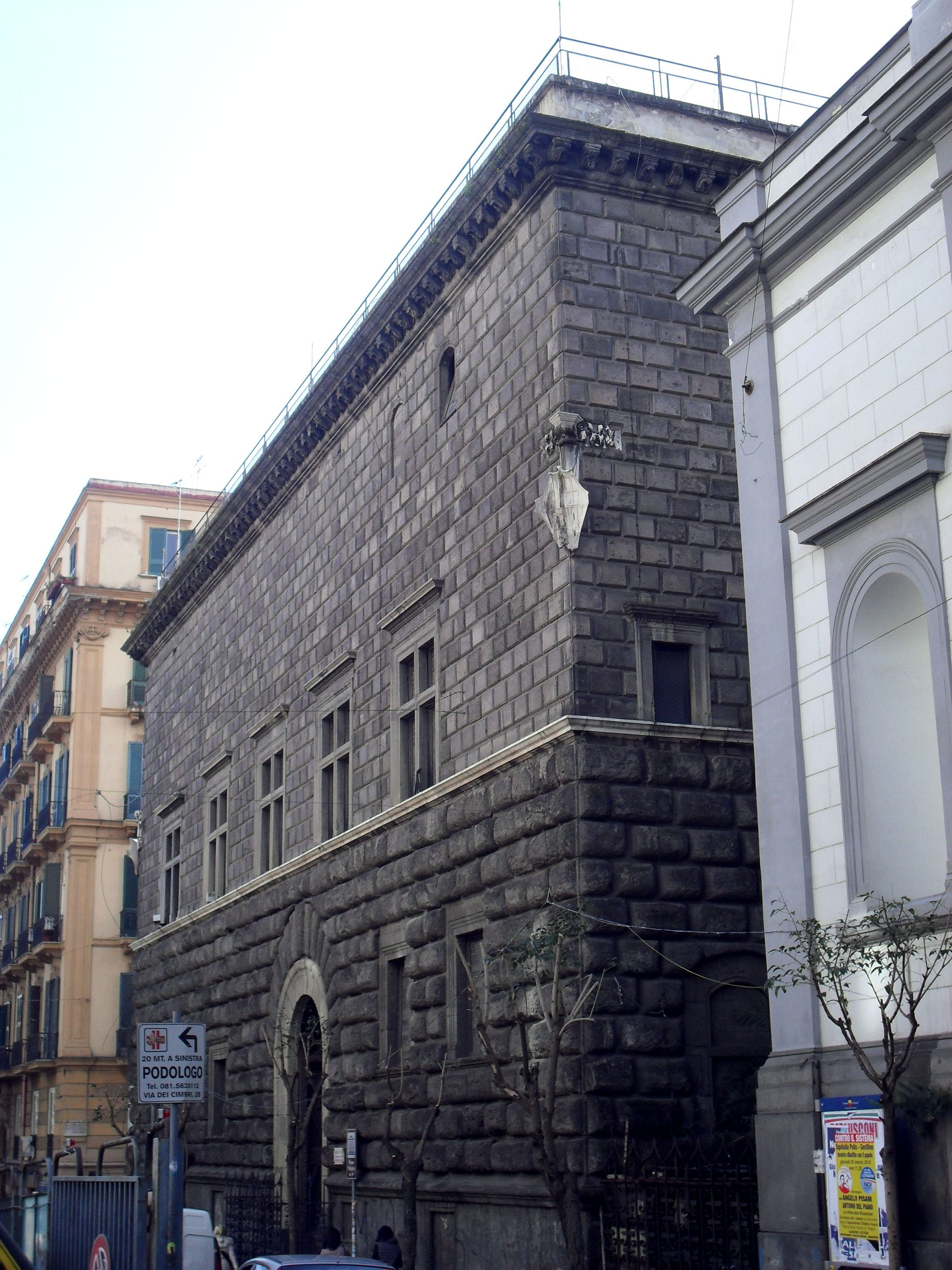
Міський музей Гаетано Філанджері (палац Комо)